# 말나식
말나식(末那識, 산스크리트어: manas의 意, manas-vijñāna 의식 意識)은 유식유가행파를 비롯한 대승불교에서 마음을 이루고 있다고 보는 8식(八識: 8가지의 식) 가운데 하나로 제7식(第七識), 제7말나식(第七末那識) 또는 말나(末那)라고도 한다. 말나는 산스크리트어 마나스(manas: 문자를 따라 의역하면 意) 또는 마나스 비즈냐나(manas-vijñāna: 문자를 따라 의역하면 意識)를 음역한 것으로 의(意)라고도 의역된다. 제6식(第六識)인 의식(意識, 산스크리트어: mano-vijñāna)과 구별하기 위해서 의역인 의(意)라고 하지 않고 음역을 사용하여 말나(末那)라고 하는데, 《유가사지론》 · 《현양성교론》 등의 유식유가행파의 초기 논서와 진제삼장의 번역에서는 의(意)가 사용되고 있기도 한다.
유식유가행파의 교학에 따르면
말나식은 제8 아뢰야식을 소의(所衣)로 하여 성립된 식이며 또한 제6 의식(第六意識: 6번째 식)의 성립에 있어서 소의가 되는 식으로, 본질적인 성질은 끊임없는 사량(思量)이다. 말나식은 아뢰야식에 저장된 종자를 이끌어 내어 현행하게 함으로써 현재적인 인식이 이루어지게 하고 생각과 생각이 끊임없이 일어나게 하는 역할을 한다. 말하자면, 말나식은 아뢰야식과 6식(六識: 6가지 식) 사이에서 매개 역할을 하여 끊임없이 6식이 일어나게 하는 작용을 하는 마음이다.
말나식의 본질적인 성질인 사량(思量)은 부정적인 형태로 나타나기도 하고 긍정적인 형태로 나타나기도 하는데, 전의(轉依: 질적 전환)를 득하지 못한 상태 즉 번뇌에 물들어 있는 상태의 염오식(染汚識)으로서의 말나식에서 사량은 오염된 자아의식 즉 자기중심주의로 나타나고, 반면 전의를 득한 상태 즉 번뇌가 정화된 상태의 청정식(淸淨識)으로서의 말나식에서 사량은 나와 남을 평등하게 보는 평등심(平等心)과 대자비심(大慈悲心)으로 나타난다.
전의를 득하지 못한 상태 즉 아직 번뇌에 물들어 있는 상태의 염오식으로서의 말나식의 3성의 관점에서의 성질은 유부무기(有覆無記)로, 아뢰야식의 견분(見分: 의식작용)을 끊임없이 자신의 내적 자아[自內我]라고 생각하고 집착하는 오염된 자아의식으로 작용한다. 구체적으로는, 염오식으로서의 말나식은 항상 아치(我痴) · 아견(我見) · 아만(我慢) · 아애(我愛)의 4번뇌 즉 4가지의 근본적인 번뇌성의 마음작용과 함께 일어나며, 이들 4번뇌 외에도 함께 일어나는 마음작용으로는 변행심소에 속한 5가지 마음작용 모두와 별경심소에 속한 혜(慧) 그리고 대수번뇌심소에 속한 8가지 마음작용이 있다. 이들과 4번뇌를 합하면 총 18가지의 마음작용이 염오식으로서의 말나식과 상응하여 언제나 함께 일어난다.
반면, 전의를 득한 상태의 말나식은 평등성지(平等性智, 산스크리트어: samatā-jñāna)로 질적 전환이 되어 차별심을 떠나서 나와 남을 평등하게 보고 대자비심을 일으킨다. 유식유가행파의 수행론에 따르면, 5위 중 제3위인 통달위에서 평등성지의 일부분이 증득되고 제5위인 구경위에서 불과(佛果)를 증득할 때 즉 성불(成佛)할 때 그 전체가 증득된다.

## 같이 보기
- 마음
  - 심의식
    - 집기
    - 사량
    - 요별

  - 8식
  - 6식
  - 아뢰야식
- 마음작용
  - 변행심소
  - 별경심소
  - 번뇌심소
  - 수번뇌심소
    - 대수번뇌심소
- 번뇌
  - 근본번뇌
  - 수번뇌
- 아사
  - 아상사

## 참고 문헌
- 곽철환 (2003). 《시공 불교사전》. 시공사 / 네이버 지식백과. |title=에 외부 링크가 있음 (도움말)
- 무착 지음, 현장 한역 (K.571, T.1602). 《현양성교론》. 한글대장경 검색시스템 - 전자불전연구소 / 동국역경원. K.571(16-1), T.1602(31-480). |title=에 외부 링크가 있음 (도움말)
- 미륵 지음, 현장 한역, 강명희 번역 (K.614, T.1579). 《유가사지론》. 한글대장경 검색시스템 - 전자불전연구소 / 동국역경원. K.570(15-465), T.1579(30-279). |title=에 외부 링크가 있음 (도움말)
- 운허.  동국역경원 편집, 편집. 《불교 사전》. |title=에 외부 링크가 있음 (도움말)
- 호법 등 지음, 현장 한역, 김묘주 번역 (K.614, T.1585). 《성유식론》. 한글대장경 검색시스템 - 전자불전연구소 / 동국역경원. K.614(17-510), T.1585(31-1). |title=에 외부 링크가 있음 (도움말)
- 황욱 (1999). 《무착[Asaṅga]의 유식학설 연구》. 동국대학원 불교학과 박사학위논문.
- (중국어) 무착 조, 현장 한역 (T.1602). 《현양성교론(顯揚聖教論)》. 대정신수대장경. T31, No. 1602, CBETA. |title=에 외부 링크가 있음 (도움말)
- (중국어) 미륵 조, 현장 한역 (T.1579). 《유가사지론(瑜伽師地論)》. 대정신수대장경. T30, No. 1579. CBETA. |title=에 외부 링크가 있음 (도움말)
- (중국어) 星雲. 《佛光大辭典(불광대사전)》 3판. |title=에 외부 링크가 있음 (도움말)
- (중국어) 호법 등 지음, 현장 한역 (T.1585). 《성유식론(成唯識論)》. 대정신수대장경. T31, No. 1585, CBETA. |title=에 외부 링크가 있음 (도움말)